# Masujirō Nishida
Masujirō Nishida (jap. 西田 満寿次郎, Nishida Masujirō) war ein japanischer Fußballspieler und -trainer.

## Karriere
Nishida spielte in der Jugend für die Meisei Handelsoberschule. Er begann seine Karriere bei Osaka SC. 1923 betreute er die Auswahl Japanische Fußballnationalmannschaft bei den Far Eastern Championship Games 1923 in Osaka. (Philippinen (1:2), Republik China (1:5))